# Manota secreta
Manota secreta är en tvåvingeart som beskrevs av Heikki Hippa och Papp 2007. Manota secreta ingår i släktet Manota och familjen svampmyggor.
Artens utbredningsområde är Thailand. Inga underarter finns listade i Catalogue of Life.